# Влатко Чанчар
Влатко Чанчар (Копар, 10. април 1997) је словеначки кошаркаш. Игра на позицији крила, а тренутно наступа за Олимпијy из Милана.

## Клупска каријера
Чанчар је 16. априла 2015. потписао петогодишњи уговор са Унион Олимпијом. Чанчар је 30. јуна 2016. напустио Олимпију и потписао уговор са српским тимом Мега Лексом.
Чанчар је 22. јуна 2017. изабран као 49. пик на НБА драфту 2017. од стране Денвер нагетса.
Чанчар је 13. јуна 2018. потписао двогодишњи уговор са шпанским клубом Сан Пабло Бургосом.
Чанчар је 1. августа 2019. потписао уговор са Денвер нагетсима. У јуну 2023. освојио је своју прву титулу НБА шампиона када су Нагетси победили Мајами хит у НБА финалу 2023. У финалној серији од пет мечева одиграо је 29 секунди.

## Репрезентација
Са сениорском репрезентацијом Словеније освојио је златну медаљу на Европском првенству 2017. године.

## Успеси

### Репрезентативни
- Европско првенство:  2017.

### Клупски
- Денвер нагетси:
  - НБА (1): 2022/23.

## Статистика

### НБА

#### Регуларна сезона
| Сезона   | Екипа          | ОУ  | СУ | МПУ  | ПШ%  | 3П%  | СБ%   | СПУ | АПУ | УПУ | БПУ | ППУ |
| -------- | -------------- | --- | -- | ---- | ---- | ---- | ----- | --- | --- | --- | --- | --- |
| 2019/20. | Денвер нагетси | 14  | 0  | 3.2  | .400 | .167 | 1.000 | .7  | .2  | .1  | .1  | 1.2 |
| 2020/21. | Денвер нагетси | 41  | 1  | 6.9  | .458 | .273 | .769  | 1.2 | .3  | .3  | .0  | 2.1 |
| 2021/22. | Денвер нагетси | 15  | 1  | 11.7 | .561 | .583 | .643  | 2.1 | 1.1 | .1  | .2  | 4.1 |
| 2022/23. | Денвер нагетси | 60  | 9  | 14.8 | .476 | .374 | .927  | 2.1 | 1.3 | .4  | .2  | 5.0 |
| Укупно   | Укупно         | 130 | 11 | 10.7 | .479 | .361 | .847  | 1.7 | .9  | .3  | .2  | 3.5 |

#### Плеј–оф
| Сезона | Екипа          | ОУ | СУ | МПУ | ПШ%   | 3П%   | СБ%  | СПУ | АПУ | УПУ | БПУ | ППУ |
| ------ | -------------- | -- | -- | --- | ----- | ----- | ---- | --- | --- | --- | --- | --- |
| 2021.  | Денвер нагетси | 5  | 0  | 4.2 | 1.000 | 1.000 | .800 | .6  | .2  | .2  | .2  | 2.2 |
| 2022.  | Денвер нагетси | 2  | 0  | 4.5 | .667  | .500  | —    | 1.0 | .5  | .0  | .0  | 2.5 |
| 2023.  | Денвер нагетси | 5  | 0  | 2.0 | .000  | .000  | —    | .6  | .2  | .0  | .0  | .0  |
| Укупно | Укупно         | 12 | 0  | 3.3 | .455  | .286  | .800 | .7  | .3  | .1  | .1  | 1.3 |